# فیلیپ بتلی
فیلیپ بتلی (انگلیسی: Philip Battley) گوینده، راوی و بازیگر تئاتر، سینما و تلویزیون اهل انگلستان است. وی از سال ۲۰۰۴ میلادی تاکنون مشغول فعالیت بوده‌است.

## بخشی از فیلمشناسی
از فیلم‌ها یا برنامه‌های تلویزیونی که وی در آن نقش داشته‌است می‌توان به آثار زیر اشاره کرد.
- دانتون ابی
- پس از مرگ (مجموعه تلویزیونی) (۲۰۰۵)